# Cyrille IV d'Alexandrie
Cyrille IV d'Alexandrie (né en 1816 mort en 31 janvier 1861) est le 110e patriarche copte d'Alexandrie.

## Biographie
Le futur Patriarche naît dans la ville Sawamaa située dans le district de Girga en 1816 A.D. de parents pieux qui lui donnent le nom de David (Daoud), celui de son grand-père. C'est son père qui l'élève et l'éduque et il grandit « en méprisant les choses du monde et ses vanités ». À 22 ans, il se rend au Monastère Saint-Antoine, où il se conduisit vertueusement et mène une vie d'ascète, ce qui convainc l'abbé du monastère, le Père Athanase (El-Kalousni), de le revêtir de l'habit des moines.
Il continue de lire et d'étudier les Saintes écritures.
Deux ans après que David soit devenu moine l'abbé du monastère meurt. David (Daoud) est alors désigné par les moines unanimes pour lui succéder. Le Pape Pierre VII El-Gawly d'Alexandrie (Anba Petros VII), 109e Pape of Alexandria, l'ordonne alors comme prêtre puis le nomme abbé du monastère. Il prend grand soins des affaires du monastère et de tout ce qui concerne ses moines.
Comme il était un intellectuel avisé très versé dans les affaires religieuses, lorsqu'un problème relatif à doctrine de la foi éclate dans le clergé de l'église orthodoxe éthiopienne, le Pape, Anba Petros l'envoie en Éthiopie afin de régler le conflit. Il y parvient mais lorsque le père Daoud rentre de sa mission le 13 juillet 1852, il apprend que le Pape Petros VII est décédé le 15 avril précédent. Lorsque l'on veut désigner son successeur les opinions sont partagées : certains souhaitent que cela soit le Père Daoud d'autres sont en faveur d'autres candidats Il est finalement décidé de consacrer le Père Daoud comme évêque auxiliaire en 1853. Il remplit parfaitement cette tâche et un an et deux mois après, du fait de ses compétences et de sa bonne conduite, il est désigné comme 110e Patriarche le 28e de Bashans de 1571 A.M. (5 juin 1854 A.D.).
Il consacra tous ses efforts à discipliner les jeunes et à les éduquer. Il établit la grande école copte dans le patriarcat. Il a également créé une autre école à Haret-El-Sakkayeen. Il accorda une grande attention à l'enseignement de la langue copte. Il a également créé une grande imprimerie et imprimé de nombreux livres d'église. En général, les progrès des Coptes à cette époque sont attribués à ses efforts. Il a démoli l'ancienne église du Patriarcat et en a construit une autre, mais il n'a pas pu la terminer en raison d'une seconde intervention en Éthiopie. Ce grand pontife a confirmé les canons de l'Église, il était charitable envers les pauvres et les nécessiteux, et profondément aimé par son troupeau. Il meurt le 23e jour  de Toubah 1577 A.M. (31 janvier 1861 A.D.)  Malgré un patriarcat relativement court, il est considéré comme le « Père de la Réforme » de l'Église copte orthodoxe.